# Anthurium croatii
Anthurium croatii är en kallaväxtart som beskrevs av Michael T. Madison. Anthurium croatii ingår i släktet Anthurium och familjen kallaväxter. Inga underarter finns listade.